# Michele Somma
Michele Somma (ur. 16 marca 1995 w Salerno) – włoski piłkarz występujący na pozycji obrońcy w Deportivo La Coruña.